# 133774 Johnkidd
133774 Johnkidd è un asteroide della fascia principale. Scoperto nel 2003, presenta un'orbita caratterizzata da un semiasse maggiore pari a 2,6120907 au e da un'eccentricità di 0,1291698, inclinata di 4,06353° rispetto all'eclittica.
L'asteroide è dedicato allo scienziato statunitense John Kidd.